# Vestergade (Hadsund)
 For alternative betydninger, se Vestergade. (Se også artikler, som begynder med Vestergade)
Vestergade er en 450 meter lang gade i det centrale Hadsund. Den fungerer som Hadsunds tredjestørste vej. Det nuværende navns oprindelse tydes nemt, da det betegner gaden mod vest. Vestergade fik sit endelige navn efter at sognerådet i Skelund-Visborg og Vive blev godkendt og underskrevet af Thomas Gunnisen den 10. oktober 1923.

## Beliggenhed
Vejen starter ved Storegade, og bliver til Hobrovej 450 meter henne af gaden.

## Historie
Vestergade var sammen med Storegade, Nørregade og Ålborgvej den gamle landevej fra Aalborg til Hobro eller omvendt. Vestergade blev etableret i ca. år 1000. Gaden er en butiksgade, på gaden ligger blandt andet Hotel Hadsund.
For enden af Vestergade ligger Skovparvillionen, hvor der i gammel tid blev holdt masser af byfester. Det var inden Brofesten trådte til. Nu står bygningen og er faldefærdig. Der har været snak om at der skal være et Hospice på stedet.